# Cyber Monday
Cyber Monday (kyber-pondělí) je marketingový termín pro první pondělí po svátcích dne Díkůvzdání ve Spojených státech amerických. Termín Cyber Monday byl vytvořen marketingovými společnostmi, za účelem zvýšit prodeje přes internet. Termín byl vytvořen Ellenem Davisem a Scottem Silvermanem. Poprvé byl použit 28. listopadu 2005 ve zprávě internetové stránky Shop.org s názvem Cyber Monday Quickly Becoming One of the Biggest Online Shopping Days of the Year.
V roce 2014 byl během Cyber Monday online prodej za 2,038 miliard amerických dolarů, v roce 2015 během Cyber Monday vzrostl online prodej na rekordních 2,280 miliard amerických dolarů.